# Marsilea brevipes
Marsilea brevipes là một loài dương xỉ trong họ Marsileaceae. Loài này được Nutt., A.Br. mô tả khoa học đầu tiên năm 1870.
Danh pháp khoa học của loài này chưa được làm sáng tỏ. 